# Raja ackleyi
Raja ackleyi es una especie de pez de la familia Rajidae en el orden de los Rajiformes.

## Morfología
Los machos pueden llegar a alcanzar los 51 cm de longitud total.

## Reproducción
Es ovíparo

## Hábitat
Es un pez de mar, de clima tropical y demersal que vive hasta los 45 m de profundidad.

## Distribución geográfica
Se encuentra en el océano Atlántico occidental central: desde Florida (los Estados Unidos) hasta Yucatán (México ).

## Costumbres
Es bentónico.

## Observaciones
Es inofensivo para los humanos.